# MØL
Møl (стилизовано как MØL, с дат. — «моль») — датская блэкгейз-группа из Орхуса, основанная в 2013 году.

## История
Группа MØL была основана в 2013 году в городе Орхус и после двух изменений в составе в 2016 году состоит из вокалиста Кима Сонга Штернкопфа, двух гитаристов, Николая Хансена и Фредерика Липперта, а также басиста Хольгера Румф-Фроста и барабанщика Кена Клейса. Вокалист Штернкопф работал концертным фотографом до прихода в MØL и фотографировал группу на их первом концерте. Николай Хансен и Кен Клейс ранее играли вместе в шугейз/дрим-поп-группе Antennas to Nowhere.
Уже в следующем году на российском андеграундном лейбле Cvlminis, дочернем лейбле Rigorism Production, было выпущено одноимённое демо-EP. Следующий EP, II, вышел в ноябре 2015 года. Подписав контракт с Holy Roar Records, группа выпустила свой дебютный альбом Jord в апреле 2018 года, который был издан в США на лейбле Deathwish Inc.
В мае 2018 года группа дала четыре концерта в Великобритании в поддержку выхода своего дебютного альбома. Летом группа выступала в качестве замены Skindred на датском Copenhell, из-за чего выступление Zeal & Ardor пришлось перенести. В период с 1 по 21 ноября 2018 года группа гастролировала по Центральной Европе в качестве разогрева у американской пост-блэк-метал группы Ghost Bath. Осенью 2019 года группа гастролировала по Европе на разогреве у американской техникал-дэт-метал-группы Rivers of Nihil.
23 июля 2021 года группа выпустила сингл «Photophobic», объявила о подписании контракта с Nuclear Blast и сообщила, что их второй альбом Diorama выйдет 5 ноября того же года.

## Состав

### Нынешний состав
- Kim Song Sternkopf — вокал (с 2016)
- Nicolai Hansen — гитара (с 2013)
- Frederik Lippert — гитара (с 2013)
- Holger Rumph-Frost — бас (с 2016)
- Ken Klejs — ударные (с 2013)

### Бывшие участники
- Steffen Rasmussen — вокал (2013—2016)
- Johan Klejs — бас-гитара (2013—2016)

### Сессионные/концертные участники
- Simon Skotte Krogh — гитара (2014—2015)

## Дискография
- 2014 — Møl (демо)
- 2015 — II (EP)
- 2018 — Jord
- 2021 — Diorama